# Lhůta záruční
„Lhůta záruční“ je píseň z alba Katarze české popové hudební skupiny Slza. Píseň byla vydána na streamovacích službách, 19. října 2014 byl nahrán videoklip k písni na YouTube. Lhůta záruční vyhrála 2. místo v žebříčku Bacardi Music Awards 2014. Tato píseň se brzy po vydání stala hitem a v hitparádě Hitrádia obsazovala na přední příčky. Tímto singlem se skupina Slza proslavila.

## Videoklip
Videoklip, který má na YouTube přes 19 000 000 zhlédnutí režíroval Ondřej Urbanec, který spolupracoval např. s Charlie Straight nebo Tata Bojs.